# ウィザス
株式会社ウィザスは通信制高校や進学塾などを運営している教育総合サービス企業。

## 事業展開
通信制高校
- 第一学院高等学校高萩本校（旧ウィザス高等学校）
- 第一学院高等学校養父本校 （旧ウィザスナビ高等学校）

その他教育施設
- 第一学院中等部
- 第一学院（旧第一高等学院）
  - 第一学院高認予備校
  - 第一学院専門カレッジ
- 第一ゼミナール
  - 第一ゼミナールファロス
  - 第一ゼミナールパシード
- SUR
  - SUR大学受験合格指導会
  - SUR高校受験合格指導会
- ブルードルフィンズ

## その他のグループ企業・関連法人 （主な事業）[1]
学習塾事業
- 株式会社佑学社 （学習塾「佑学社、大阪教育、TOPiA」運営、学習書等の出版販売）
- 株式会社フォレスト （学習塾「学びの森国語学習会」の運営）
- 株式会社学習受験社 （学習塾「ガゼット」の運営）
- 京大ゼミナール久保塾株式会社 （学習塾「久保塾」の運営）
- 株式会社Blue Sky FC （学習塾「個別指導まなび」「個別指導まなびプラス」「学習塾まなび」の運営）

日本語教育事業
- 株式会社グローバルウィザス　（日本語学校「IC名古屋」、「Genki Japanese and Culture School」の運営）
- ウィザスグローバルソリューションズ　（日本語教師養成事業）

ICT教育・能力開発事業
- 株式会社SRJ （能力開発事業、グローバル教育事業、教育ソリューション事業）
- 株式会社V-Growth　（ICT教育提供）

企業内研修ポータル事業
- 株式会社レビックグローバル　（教育プロデュース事業、教材コンテンツ事業、学習ポータル事業）

ランゲージサービス事業
- 株式会社吉香 （通訳・翻訳・映像翻訳事業、労働者派遣事業）

広告事業
- 株式会社ブリーズ （広告代理業・出版業、人事・採用コンサルティング事業、有料職業紹介事業）

ヘルスケア事業
- 株式会社ウィザスイーライフ （通所介護・介護予防通所介護事業所の運営）
- 株式会社フードキャリアパートナーズ （外国人材紹介）